# Desmopachria surinamensis
Desmopachria surinamensis (лат.) — вид жуков-плавунцов рода Desmopachria из подсемейства Hydroporinae (Dytiscidae). 

## Распространение
Встречаются в Южной Америке: Суринам (Sipaliwini District).

## Описание
Жуки мелких размеров; длина 1,9—2,0 мм. Дорсальная поверхность головы и переднеспинки оранжевая. Надкрылья красные, слегка бледнее антеролатерально. Головные придатки, передние и средние ноги и вентральные поверхности головы и проторакса оранжевые, остальные вентральные поверхности красные. Этот вид похож на представителей группы Desmopachria apicodente тем, что имеет продольную выпуклость сбоку на надкрылье, чрезвычайно широк и имеет очень характерный, уплощённый влик вдоль переднего края наличника. Однако у Desmopachria surinamensis отсутствует апикальный зубец на латеральной лопасти, характерный для группы Desmopachria apicodente. Гениталии самцов имеют отличительные особенности: срединная доля в вентральном аспекте удлинённая, широкая и состоит из длинных, тонких, равномерно изогнутых боковых краев с тонкой областью между ними; вершины боковых стоек узко закруглены и приближены друг к другу с небольшой выемкой между ними. Тело широко овальное и выпуклое профиль; лабиальные щупики зазубренные апикально; заднебоковой угол переднеспинки острый; простернальный отросток резко заострен.